# 橘家花圓蔵
橘家 花圓蔵（たちばなや かえんぞう）は、落語家の名跡。
- 橘家花圓蔵 - 後の桂文慶。
- 橘家花圓蔵 - 本項にて記述。

橘家 花圓蔵（たちばなや かえんぞう、生年不詳 - 1942年（昭和17年）2月）は、落語家。本名は川崎 仙太郎。
元は薪屋の主人で天狗連でいろはを名乗っていたという。
最初1891年、2年ころに2代目桂才賀の門下で桂才郷を名乗ったというが確証する史料はない。その後明治30年初めに4代目麗々亭柳橋の門下で麗々亭柳左衛門、その後明治30年代末に三遊派に移り初代三遊亭圓遊の門下で三遊亭遊橋。
長らく旅巡業に出て大正の半ばに入り4代目橘家圓蔵の門下で橘家花圓蔵となった。圓蔵没後、5代目橘家圓蔵の内輪になった。
芸は百面相などの色物が中心であった。昭和に入り耳が遠くなり引退同然だった。晩年は蒲田で隠居生活をしていたという。
よく筆も立ち1930年の都新聞に5ヶ月間にわたり『昔恋しい三遊柳・思い出漫談』というエッセイを連載している。
2代目桂枝太郎が一時廃業していたのを噺家に復帰させたのはこの人物。